# CoMix Wave Films
CoMix Wave Films, Inc. (コミックス・ウェーブ・フィルム, Komikkusu Uēbu Firumu) é um estúdio de animação situado no distrito de Chiyoda em Tóquio, Japão. O estúdio é conhecido por seus filmes animados, curta-metragens e comerciais de televisão, especialmente aqueles criados por Makoto Shinkai. Foi fundado em março de 2007, quando separou-se da CoMix Wave Inc..

## Filmografia

### Séries de TV
| Título                                     | Exibição                                      | Episódios     | Direção                      |
| ------------------------------------------ | --------------------------------------------- | ------------- | ---------------------------- |
| World Fool News (TV) Part II               | 2 de abril de 2017 - 18 de junho de 2017      | 09min x 12eps |                              |
| Kanojo to Kanojo no Neko: Everything Flows | 4 de março de 2016 - 25 de março de 2016      | 07min x 4eps  | Dirigido por Kazuya Sakamoto |
| Kono Danshi, Mahou ga Oshigoto Desu.       | 5 de fevereiro de 2016 - 26 de fevereiro 2016 | 07min x 4eps  | Dirigido por Soubi Yamamoto  |
| Tabi Machi Late Show                       | 8 de janeiro de 2016 - 29 de janeiro de 2016  | 07min x 4eps  | Dirigido por Yuu Numata      |
| World Fool News (TV)                       | 17 de abril de 2014 - 3 de julho de 2014      | 10min x 12eps |                              |

### Filmes de Animação/ Curtas Metragens
| Título Original                    | Título em Inglês                   | Exibição              | Duração | Direção                                             |
| ---------------------------------- | ---------------------------------- | --------------------- | ------- | --------------------------------------------------- |
| Shikioriori                        | Flavors of Youth                   | 4 de agosto de 2018   | 78 min  | Dirigido por Haorin Li/Joshua Yi/Takeuchi Yoshitaka |
| Houkago Midnighters                | After School Midnighters           | 25 de agosto 2012     | 100 min |                                                     |
| Tabisuru Nuigurumi: Traveling Daru | Tabisuru Nuigurumi: Traveling Daru | 6 de julho de 2012    | 10 min  | Dirigido por Ushio Tazawa                           |
| Planzet                            | Planzet                            | 22 de maio de 2010    | 53 min  | Dirigido por Jun Awazu                              |
| Peeping Life: Gekijou Original-ban | Peeping Life: Gekijou Original-ban | 1 de dezembro de 2009 | 5 min   |                                                     |
| Asylum Session                     | The Asylum Session                 | 11 de julho de 2009   | 65 min  | Dirigido por Tact Aoki                              |
| Kaede New Town                     | Kaede New Town                     | 8 de dezembro de 2007 | 28 min  | Dirigido por Naoto Iwakiri                          |
| Hoshizora Kiseki*                  | Trace of Starry Sky                | 21 de julho de 2006   | 27 min  | Dirigido por Toshikazu Matsubara & Akio Watanabe    |
| Hanare Toride no Yonna*            | Yonna in the Solitary Fortress     | 8 de abril de 2006    | 34 min  | Dirigido por Kengo Takeuchi                         |
| Wakusei Daikaiju Negadon*          | Negadon: The Monster from Mars     | 16 de outobro de 2005 | 25 min  | Dirigido por Jun Awazu                              |
| Kakurenbo*                         | Kakurenbo: Hide & Seek             | 2005                  | 24 min  | Dirigido por Shuhei Morita                          |
| Appaga Piryohae                    | Wolf Daddy                         | 2005                  | 10 min  | Dirigido por Hyeong-yoon Jang                       |
| *como CoMix Wave Inc.              |                                    |                       |         |                                                     |

### Séries de Filmes Makoto Shinkai
| Título Original                   | Título em Inglês                     | Título em Português                  | Metragem | Exibição                | Duração |
| --------------------------------- | ------------------------------------ | ------------------------------------ | -------- | ----------------------- | ------- |
| Suzume no Tojimari                | Suzume                               | Suzume                               | Longa    | 11 de novembro de 2022  | 122 min |
| Tenki no Ko                       | Weathering with You                  | O Tempo Com Você                     | Longa    | 19 de julho de 2019     | 112 min |
| Kimi no Na wa.                    | Your Name                            | Your Name                            | Longa    | 26 de agosto de 2016    | 106 min |
| Cross Road                        | Cross Road                           | -                                    | Curta    | 25 de fevereiro de 2014 | 02 min  |
| Kotonoha no Niwa                  | The Garden of Words                  | O Jardim das Palavras                | Longa    | 31 de maio de 2013      | 46 min  |
| Dareka no Manazashi               | Someone's Gaze                       | -                                    | Curta    | 10 de fevereiro de 2013 | 06 min  |
| Hoshi wo Ou Kodomo                | Children Who Chase Lost Voices       | Viagem Para Agartha                  | Longa    | 7 de maio de 2011       | 116 min |
| Byousoku 5 Centimeter             | 5 Centimeters Per Second             | Cinco Centímetros por Segundo        | Longa    | 3 de março de 2007      | 63 min  |
| Kumo no Mukou, Yakusoku no Basho* | The Place Promised in Our Early Days | O Lugar Prometido em Nossa Juventude | Longa    | 20 de novembro de 2004  | 91 min  |
| Egao                              | Minna no Uta                         | -                                    | Curta    | abril de 2003           | 02 min  |
| Hoshi no Koe*                     | Voices of a Distant Star             | Vozes de uma Estrela Distante        | Curta    | 2 de fevereiro de 2002  | 25 min  |
| Kanojo to Kanojo no Neko*         | She and Her Cat                      | Ela e Seu Gato                       | Curta    | 1999                    | 04 min  |
| Tōi Sekai                         | Other Worlds                         | -                                    | Curta    | 1 de fevereiro de 1998  | 01 min  |
| Kakomareta Sekai                  | The World be Enclosed                | -                                    | Curta    | 1998                    | 30 sec  |
| *como CoMix Wave Inc.             |                                      |                                      |          |                         |         |

### Séries Peeping Life
| Título                                                                       | Tipo        | Exibição                                   | Episódios     | Nota(s)                                                        |
| ---------------------------------------------------------------------------- | ----------- | ------------------------------------------ | ------------- | -------------------------------------------------------------- |
| Peeping Life TV: Season 1??                                                  | Série de TV | 4 de outubro de 2015 - 20 de dezembro 2015 | 23min x 12eps | Dirigido por Ryoichi Mori                                      |
| Peeping Life x Kaijuu Sakaba Kaiji: Kaijuu-tachi ga Iru Tokoro               | OVA         | 10 de julho de 2015                        | 05min x 10eps |                                                                |
| Peeping Life Movie: We Are The Hero                                          | OVA         | 15 de novembro de 2014                     | 07min x 09eps |                                                                |
| Momoya x Peeping Life: Go en Desu yo! I and II                               | ONA         | 25 de abril 2014                           | 05min x 09eps |                                                                |
| Peeping Life: Tezuka Pro - Tatsunoko Pro Wonderland                          | OVA         | 25 de junho de 2013                        | 05min x 12eps | Episódios OVAs(10) + Episódios Especiais(2)                    |
| Peeping Life: The Perfect Explosion                                          | OVA         | 18 de outubro de 2012                      | 05min x 12eps | Episódios OVAs(10) + Episódios Especiais(2)                    |
| Peeping Life 5.0ch                                                           | OVA         | 3 de fevereiro de 2021                     | 05min x 10eps |                                                                |
| Peeping Life: The Perfect Extension                                          | OVA         | 23 de setembro de 2011                     | 05min x 12eps | Episódios OVAs(10) + Episódios Especiais(2)                    |
| Peeping Life: The Perfect Evolution + PS3® no Tsukai Kata: feat.Peeping Life | OVA         | 28 de janeiro de 2011                      | 05min x 19eps | Episódios OVAs(10) + Episódios Especiais(3) + Episódios PS3(6) |
| Peeping Life: The Perfect Emotion                                            | OVA         | 16 de abril de 2010                        | 05min x 11eps | Episódios OVAs(10) + Episódios Especial(1)                     |
| Peeping Life: The Perfect Edition                                            | OVA         | 14 de maio de 2009 - 11 de agosto de 2009  | 05min x 11eps | Episódios OVAs(10) + Episódios Especial(1)                     |

### OVAs
| Título                               | Exibição                                     | Episódios     | Nota(s) |
| ------------------------------------ | -------------------------------------------- | ------------- | ------- |
| Kono Danshi, Sekka ni Nayandemasu    | 3 de dezembro de 2014                        | 27min x 01ep  |         |
| Nekketsu Jinmen Inu: Life Is Movie   | 11 de julho de 2014 - 26 de setembro de 2014 | 16min x 03eps |         |
| Kono Danshi, Ningyo Hiroimashita     | 9 de novembro de 2012                        | 28min x 01ep  |         |
| Kono Danshi, Uchuujin to Tatakaemasu | 10 de outubro de 2011                        | 28min x 01ep  |         |
| Robotica*Robotics                    | agosto de 2010                               | 10min x 01ep  |         |
| Haruwo                               | 5 de maio de 2005                            | 30min x 01ep  |         |
| Makasete Iruka!                      | 10 de junho de 2004                          | 24min x 01ep  |         |

### ONAs
| Titulo                                              | Exibição                                          | Episódios       | Nota(s)                                          |
| --------------------------------------------------- | ------------------------------------------------- | --------------- | ------------------------------------------------ |
| Oshiete Hokusai! The Animation                      | 7 de março de 2021                                | 25min x 10eps   |                                                  |
| Attakai, Fuyu Canada                                | 25 de setembro de 2017                            | 0.5min x 01ep   |                                                  |
| Satto Anshin, SAT x Peeping Life                    | 30 de setembro de 2015                            | 01min x 03eps   |                                                  |
| Takemoto Denki x Peeping Life                       | 16 de novembro de 2014                            | 05min x 1eps    |                                                  |
| Beppu x Peeping Life                                | 6 de novembro de 2014                             | 05min x 1ep     |                                                  |
| Peeping Life: Shinkon-chan Kansai ni Irasshai       | 27 de março de 2014                               | 05min x 1ep     |                                                  |
| Hana no Zundamaru: Junk                             | 13 de fevereiro de 2014 - 27 de fevereiro de 2014 | 0.75min x 03eps |                                                  |
| Momoya x Peeping Life: Go en Desu yo! II            | 19 de dezembro de 2013 - 16 de janeiro 16 de 2014 | 05min x 05ep    |                                                  |
| Hana no Zundamaru                                   | 22 de outubro de 2013 - 9 de dezembro de 2013     | 05min x 08ep    |                                                  |
| JU Chuuko Jidousha Hanbaishi x Peeping Life         | 30 de setembro de 2013 - 10 de novembro de 2014   | 05min x 02ep    |                                                  |
| Nekketsu Tantei Jimusho                             | 16 de setembro de 2013 - 15 de outubro de 2013    | 03min x 05ep    |                                                  |
| Peeping Life: YouTuber-kun                          | 8 de agosto de 2013 - 29 de agosto de 2013        | 05min x 04ep    |                                                  |
| KY-kei JC Kuuki-chan                                | 5 de agosto de 2013 - 9 de setembro de 2013       | 03min x 06ep    |                                                  |
| Turning Girls                                       | 8 de junho de 2013 - 30 de julho de 2013          | 05min x 07ep    | Dirigido por Masahiko Ootsuka                    |
| Peeping Life: Tezuka Pro - Tatsunoko Pro Wonderland | 6 de junho de 2013 - 27 de junho de 2013          | 06min x 04ep    |                                                  |
| Shin Seikimatsu: Yatsuto no Souguu                  | 13 de maio de 2013 - 10 de junho de 2013          | 05min x 05ep    |                                                  |
| Momoya x Peeping Life: Go en Desu yo!               | 25 de abril de 2013 - 16 de maio de 2013          | 05min x 04ep    |                                                  |
| World Fool News                                     | 1 de abril de 2013 - 6 de maio de 2013            | 05min x 06ep    |                                                  |
| Inferno Cop: Fact Files                             | 28 de dezembro de 2012 - 17 de março de 2013      | 0.5min x 12ep   |                                                  |
| Inferno Cop                                         | 25 de dezembro de 2012 - 19 de março de 2013      | 03min x 13ep    | Dirigido por Akira Amemiya                       |
| Peeping Life: World History                         | 20 de dezembro de 2012 - 12 de dezembro de 2013   | 05min x 40ep    |                                                  |
| Peeping Life x I-O Data: Quiz!! Input Output        | 30 de novembro de 2012 - 20 de julho de 2013      | 05min x 08ep    |                                                  |
| Hoshizora Kiseki [Trace of Starry Sky]              | 21 de julho de 2006                               | 27min x 01ep    | Dirigido por Toshikazu Matsubara & Akio Watanabe |

### Especiais/Música
| Título                                                       | Tipo     | Exibição                                 | Episódios     | Nota(s) |
| ------------------------------------------------------------ | -------- | ---------------------------------------- | ------------- | ------- |
| Taisei Kensetsu: Singapore                                   | Especial | 7 de maio de 2018                        | 0.5min x 01ep |         |
| Mottainai (Especial)                                         | Especial | 1 de julho de 2015                       | 0.5min x 01ep |         |
| Taisei Kensetsu: Vietnam Noi Bai Kuukou                      | Especial | 10 de agosto de 2014                     | 0.5min x 01ep |         |
| Cross Road                                                   | Especial | 25 de fevereiro de 2014                  | 02min x 01ep  |         |
| Taisei Kensetsu: Sri Lanka Kousokudouro                      | Especial | 1 de dezembro de 2013                    | 0.5min x 01ep |         |
| Peeping Life: Tezuka Pro - Tatsunoko Pro Wonderland Specials | Especial | 25 de junho de 2013                      | 05min x 02eps |         |
| Peeping Life: The Perfect Explosion Specials                 | Especial | 18 de outubro de 2012                    | 04min x 02eps |         |
| Taisei Kensetsu: Bosporus Kaikyou Tunnel                     | Especial | 14 de dezembro de 2011                   | 0.5min x 01ep |         |
| Peeping Life: The Perfect Extension Specials                 | Especial | 23 de setembro de 2011                   | 03min x 02eps |         |
| Peeping Life: TV Asahi Josei Announcer Collab                | Especial | 19 de agosto de 2011                     | 05min x 1ep   |         |
| Peeping Life x Kids Station                                  | Especial | 6 de julho de 2011                       | 02min x 03eps |         |
| Peeping Life: The Perfect Evolution Specials                 | Especial | 27 de janeiro de 2011                    | 03min x 03eps |         |
| Peeping Life: The Perfect Emotion Special                    | Especial | 6 de abril de 2010                       | 05min x 01ep  |         |
| Peeping Life Specials                                        | Especial | 31 de maio de 2009                       | 05min x 02ep  |         |
| Watashi no Coffee Samurai: Jihanki-teki na Kareshi           | Especial | 31 de maio de 2009                       | 30min x 01ep  |         |
| Taisei Kensetsu: Shin Doha Kokusai Kuukou                    | Especial | 10 de dezembro de 2008                   | 0.5min x 1ep  |         |
| Ani*Kuri15                                                   | Especial | 7 de junho de 2007 - 27 de junho de 2007 | 01min x 15eps |         |
| Hadakanbou                                                   | Música   | 1 de agosto de 2004                      | 91min x 1ep   |         |
| Happy Happy Birthday                                         | Música   | 2 de dezembro de 2001                    | 91min x 1ep   |         |